# عفنة ثلاثية التوائم
عفنة ثلاثية التوائم (الاسم العلمي:Mucor trigeminus) هي نوع من الفطريات تتبع جنس العفنة من الفصيلة العفنية.